# Herrauðr
Herrauðr (Herraud, Herröðr, Herruðr, Herrud, Herothus o Heroth) (... – IX secolo) è stato un re leggendario sueone o jarl del Götaland, apparso in numerose leggende medievali, in particolare in quelle legate a Ragnarr Loðbrók (Storia dei figli di Ragnar, Saga di Ragnar Lodbrok, Krákumál e Gesta Danorum, libro 9).
Gli è stata anche dedicata una saga intitolata Saga di Bósi e Herrauðr.

## Descrizione
Il suo ruolo principale nelle saghe è quello di padre di Þóra Town-Hart che donò alla figlia uno o due piccoli serpenti, che crescendo si rivelarono due pericolosi lindorm, obbligandolo a promettere in sposa la figlia a colui che sarebbe stato in grado di ucciderii. Ragnar Lodbrok riuscì nell'impresa liberando la ragazza e diventandone il marito. La saga di Bósi e Herrauðr funge da antefatto descrivendo la nascita dei dragoni.
Nel Krákumál un Ragnar Lodbrok morente canta di un conte più famoso di Herröðr, il quale non condusse mai la sua drakkar in un porto.

## Saga di Bósi e Herrauðr
La Saga di Bósi e Herrauðr dice che Herrauðr fu il figlio di re Ring dell'Östergötland, e nipote di Gautrekr, re del Västergötland. Il nonno di Herrauðr era Gautr, uno dei figli di Odino.
Ring, padre di Herrauðr, preferì a lui il figlio illegittimo Sjóðr. Quando Bósi, miglior amico di Herrauðr, fu proscritto, i due amici decisero di passare qualche anno saccheggiando come vichinghi. Tornati in Östergötland, Sjóðr obbligò il padre di Bósi a pagare per compensare i crimini del figlio, così quando Sjóðr e Bósi si incontrarono in Wendland iniziò un combattimento in cui Sjóðr venne ucciso. Al ritorno dei due amici in Östergötland, Ring si rifiutò di riappacificarsi con Herrauðr, finendo con l'incarcerare Herrauðr e Bósi in attesa della loro esecuzione.
Con magie e minacce, Busla (madrigna di Bósi) convinse Ring a mandare i due ragazzi a svolgere una pericolosa ricerca, invece di ucciderli. Il loro obbiettivo era quello di trovare l'uovo dell'avvoltoio scritto con lettere d'oro.
I due ragazzi raggiunsero Bjarmaland uccidendo l'avvoltoio che faceva da guardia al tempio di Jomali e la sacerdotessa Kolfrosta. Salvarono anche l'apprendista sacerdotessa Hleið, sorella di Gudmundo di Glæsisvellir. Hleið fu talmente felice del salvataggio da diventare la moglie di Herrauðr. Al ritorno in Östergötland, Ring accettò l'uovo perdonando il figlio e Bósi. Herrauðr e Bósi partirono quindi verso la battaglia del Brávellir per combattere al fianco di Harald Hildetand, sopravvivendo all'immensa battaglia.
Gudmundo di Glæsisvellir, desideroso di rivedere la sorella, la promise a Siggeir, figlio di Harekr re di Bjarmaland, se questi l'avesse trovata. I Bjarmiani invasero l'Östergötland, uccidendo re Ring e riportando Hleið in Bjarmaland.
Quando Herrauðr e Bósi tornarono da Brávellir, si organizzarono per recuperare Hleið grazie alla madrigna di Bósi, Busla, ed alla sorella Smiðr. Salvarono Hleið rapendo anche Edda, figlia del re. Re Harek morì nel tentativo di fermarli.
Herrauðr divenne il nuovo re dell'Östergötland, mentre Bósi sal' al trono di Bjarmaland con la sua regina Edda. Herrauðr e Hleið ebbero una figlia di nome Þóra Town-Hart. Quando l'uovo di avvoltoio si schiuse, ne uscì un lindworm che ben presto accerchiò il palazzo di Þóra Town-Hart. Herrauðr promise la figlia a colui che avrebbe ucciso il serpente. Fu Ragnar Lodbrok a compiere l'impresa.

## Storia dei figli di Ragnar
Nella Storia dei figli di Ragnar Herrauðr è il jarl del Götaland, uno dei vassalli di Ragnar Lodbrok (questo fatto è coerente con la saga di Bósi e Herrauðr dato che Sigurd Ring, vittorioso nella battaglia del Brávellir, morì lasciando il regno al figlio Ragnar).
La figlia di Herrauðr, Þóra Town-Hart, era molto bella. Il padre gli donò un lindworm, ma dopo qualche tempo egli crebbe finché accerchiò il suo palazzo minacciando chiunque si avvicinasse, eccetto i servitori che gli portavano un bue al giorno. Durante il suo symbel, Herrauðr promise la figlia a chi avrebbe ucciso il serpente.
Quando Ragnar lo seppe si portò in Västergötland vestendosi con abiti ispidi trattati con catrame e sabbia. Prese una lancia avvicinandosi al drago che gli soffiò contro del veleno, tuttavia, proteggendosi con lo scudo e i vestiti, lo colpì con la lancia. Quando i paesani scoprirono l'accaduto, poté sposare Þora.

## Gesta Danorum
Nel Gesta Danorum Herodd è il re di Svezia. Un giorno, mentre stava cacciando in un bosco, trovò alcuni serpenti che diede alla figlia Tora. Essa li allevò dandogli da mangiare un bue al giorno, finché crebbero tanto da terrorizzare l'intero paese. Spaventato, Herrod promise la figlia a chiunque fosse riuscito ad ucciderli.
Ragnar Lodbrok confezionò alcuni abiti in pelo per proteggersi, andando in Svezia. Qui si immerse in acqua fredda aspettando che l'acqua, ghiacciando, si trasformasse in uno strato di ghiaccio che proteggesse i propri abiti. A palazzo si trovò di fronte ai due serpenti che lo attaccarono. Protetto dai vestiti riuscì a ucciderli trafiggendone i cuori con una lancia.